# Льянкур (кантон)

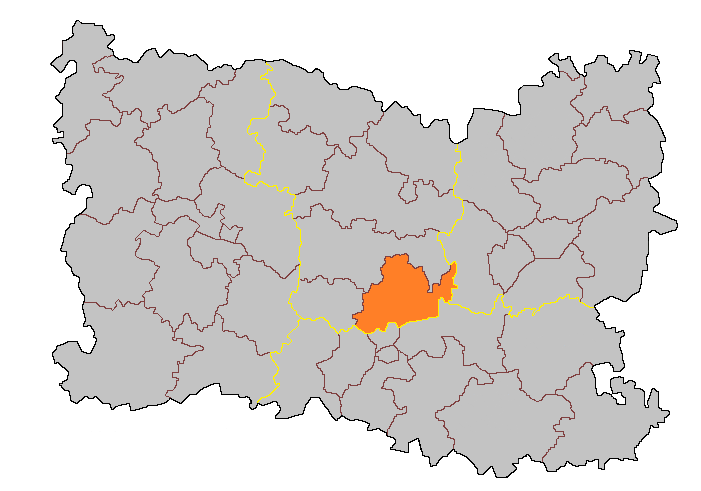
Кантон Льянкур на карте департамента Уаза

Льянкур (фр. Clermont) — упраздненный кантон во Франции, регион Пикардия, департамент Уаза. Входил в состав округа Клермон.
В состав кантона входили коммуны (население по данным Национального института статистики за 2010 г.):
- Анжикур (1 588 чел.)
- Базикур (332 чел.)
- Байваль (1 476 чел.)
- Бренуй (2 132 чел.)
- Вердеронн (554 чел.)
- Катенуа (1 031 чел.)
- Коффри (2 421 чел.)
- Лабрюйер (645 чел.)
- Лез-Ажё (1 129 чел.)
- Леньевиль (4 089 чел.)
- Льянкур (7 169 чел.)
- Монсо (753 чел.)
- Монши-Сент-Элуа (1 979 чел.)
- Моньевиль (1 493 чел.)
- Нуэнтель (1 008 чел.)
- Рантиньи (2 559 чел.)
- Розуа (615 чел.)
- Рьё (1 596 чел.)
- Саси-ле-Гран (1 363 чел.)
- Саси-ле-Пти (539 чел.)
- Сен-Мартен-Лонго (1 481 чел.)
- Сенкё (1 523 чел.)

## Экономика
Структура занятости населения:
- сельское хозяйство — 1,6 %
- промышленность — 22,0 %
- строительство — 8,3 %
- торговля, транспорт и сфера услуг — 33,2 %
- государственные и муниципальные службы — 35,0 %

## Политика
На президентских выборах 2012 г. жители кантона отдали в 1-м туре Марин Ле Пен 27,5 % голосов против 25,6 % у Николя Саркози и 23,7 % у Франсуа Олланда, во 2-м туре в кантоне победил Саркози, получивший 51,7 % (2007 г. 1 тур: Саркози  — 31,3 %, Сеголен Руаяль — 22,2 %; 2 тур: Саркози — 57,0 %). На выборах в Национальное собрание в 2012 г. по 7-му избирательному округу департамента Уаза они предпочли действующего депутата, кандидата партии Союз за народное движение Эдуара Куртьяля президенту регионального совета Пикардии Клоду Жеверку, отдав Куртьялю 38,3 % голосов в 1-м туре и 56,4 % голосов - во 2-м туре.
|  | Кандидат   | Партия                    | % голосов |
|  | ---------- | ------------------------- | --------- |
|  | Роже Манн  | Социалистическая партия   | 62,34     |
|  | Дидье Рюмо | Союз за народное движение | 37,66     |